# Eristheneia
Eristheneia (altgriechisch Ἐρισθενεία = die Hochmächtige) war die Tochter des Aristokrates, des legendären Königs von Arkadien und Herrscher von Orchomenos, und die Schwester des Aristodemos. Sie heiratete Prokles, den Tyrann von Epidauros. Sie hatten eine Tochter Lyside, die den korinthischen Tyrann Periander heiratete.
Benedikt Niese vermutete, da Herodot die Verbindung des Periander mit dem arkadischen Königshaus nicht überlieferte, dass diese erfunden sei, um eine verwandtschaftliche Beziehung der Korinther mit den Arkadern zu kreieren. Ernst Curtius hingegen glaubte, dass es sich bei dem minyschen Orchomenos, das Mitglieder der Amphiktyonie von Kalaureia war, nicht um das böotische Orchomenos, sondern um das arkadische handeln würde. Epidauros, das auch Mitglied des Bundes war, hätte durch die Heirat sein Bündnis mit den Arkadern nochmals gefestigt.